# Ricezione
La ricezione è quell'atto mediante il quale un messaggio viene fatto proprio da un destinatario (o "ricevente"), ovvero una persona, essere vivente o oggetto adatto allo scopo.

## Utilizzo del termine

### Linguistica
Secondo la semiotica, l'atto della ricezione è l'atto fondamentale del processo comunicativo, in quanto una comunicazione senza di essa non può essere definita realizzata. Inoltre, è sempre al momento della ricezione che a rigore il testo comunicato prende forma, in quanto è il ricevente che col suo atto interpretativo stabilisce i limiti e la rilevanza degli elementi contenuti nel messaggio.

### Filosofia
Per la semiotica, quindi, non si tratta di un atto passivo ma di un processo complesso che mette in gioco l'azione del ricevente. Questa complessità si articola in due livelli:
- complessità di dimensione: i messaggi possono essere semplici dal punto di vista percettivo (il segnale luminoso rosso al semaforo, un segnale acustico d'allarme) o complessi (un affresco in una chiesa, la Divina Commedia); allo stesso modo l'attività recettiva sarà più o meno complessa in base alla difficoltà e alle risorse necessarie per delimitare i confini del testo.
- complessità di codici e canali: la ricezione può essere uditiva, visiva, tattile, olfattiva, ecc., ma può anche essere multicanale, e impegnare più di un senso; inoltre un messaggio può essere recepito in base a diversi livelli di canale (la tradizione ermeneutica ne distingue quattro: letterale, anagogico, morale, allegorico).

Inoltre, la ricezione si rivela un atto complesso per via dei possibili diversi atteggiamenti del destinatario: questo può essere, ad un estremo, succube (e quindi approntare una ricezione acritica) o essere resistente (che compie uno sforzo critico e si pone in maniera negativa nei confronti del messaggio).

### Telecomunicazioni
In campo di telecomunicazioni è complementare all'operazione di trasmissione in un sistema di telecomunicazioni (es. rete di telecomunicazioni) attraverso il cosiddetto ricevitore di un certo segnale.